# Catherine Kousmine
Iekaterina Mikhaïlovna Kuzmina, rus: Екатерина Михайловна Кузьмина, coneguda habitualment com a Catherine Kousmine, 1904—1992) — fou una metgessa suïssa d'origen rus. Durant tota la seva vida, va treballar per mostrar que existeix una estreta dependència entre l'estat de salut i l'alimentació. Es va interessar especialment en el càncer, l'esclerosi múltiple i l'artritis reumatoide progressiva crònica.

## Biografia
Va néixer a Khvalinsk el 17 de setembre de 1904. Des del 1908, el seu pare llogava un petit apartament a Lausana, on li agradava venir a l'hivern. Després de la Revolució d'Octubre, la família Kuzmín va emigrar a Suïssa. La seva germana Tatiana (1898-1995) va estudiar física i va supervisar experiments al laboratori de la Universitat de Lausana.
Catherine (nom amb el qual la començaren a anomenar els francòfons; "Kousmine" és la transliteració francesa del cognom rus del seu pare) dominava l'alemany i el francès i es va educar a l'escola secundària de Lausana amb una llicenciatura en ciències exactes (matemàtiques). No obstant això, més tard va triar el camí de la medicina. Durant la seva estada a la Facultat de Medicina de la Universitat de Lausana, va treballar fent tutories en alemany.
Es va graduar com a metge el 1928. Es volia especialitzar en pediatria i va treballar a Zúric a la clínica pediàtrica de Guido Fanconi. Després d'això va continuar la seva educació a Viena. Al cap de sis anys de pràctiques, es va graduar en pediatria. Aquí, després d'experimentar la mort del càncer de dos dels seus pacients, Catherine Kousmine va començar a estudiar el càncer. Després de tornar a Suïssa, Kousmine va treballar com a metgessa generalista, ja que el diploma pediàtric austríac no va ser reconegut a Suïssa.
Tenint ben present la mort d'aquells pacients, va continuar investigant el càncer. Va establir un laboratori a la seva cuina on va dur a terme experiments amb ratolins. La seva investigació va continuar a París, a l'Institut Curie. Va arribar a la convicció que els aliments influeixen en els tumors i que és possible curar el càncer amb l'ajuda de la nutrició. El 1949 va publicar l'èxit curatiu d'un pacient amb càncer de còlon incurable amb l'ajuda dels seus requisits dietètics. Estava convençuda que la crema Budwig, part de la dieta d'oli-proteïna de Johanna Budwig, tenia un paper important en la lluita contra el càncer. Val a dir que no s'ha publicat cap cas anàleg als articles registrats per PubMed.
La seva feina - i en particular la seva primera obra - fou a bastament criticada per alguns professionals de la salut,i és per tal de respondre-hi que exposa, en la seva darrera obra Sauvez votre corps, nombrosos arbres genealògics de famílies afectades per malalties degeneratives diabetis, càncer, artritis reumatoide, al·lèrgia, etc. sota la denominació « Histoire sanitaire de familles contemporaines »; presenta desenes d'exemples de casos d'aquests pacients que va tractar amb èxit. Les obres de Catherine Kousmine no han rebut l'aprovació de la comunitat científica. Han estat criticades per manca de base científica, simplicitat del raonament i la manca d'una metodologia fiable (sobretot el fet que no s'hagi publicat cap grup de control). No hi ha evidències que la dieta sigui efectiva per al tractament del càncer o l'esclerosi múltiple. Edzard Ernst i Simon Singh inclouen la dieta de Kousmine entre les moltes que a la medicina alternativa s'estan promovent sobre la base de motius de salut sense fonament.
Després de la seva mort, es va crear una fundació amb el seu nom per perpetuar els seus mètodes. Aquesta fundació té filials a diversos països.

## Treball sobre els olis alimentaris
Catherine Kousmine es va interessar ben d'hora pels olis alimentaris la qualitat dels quals havia canviat durant la Segona Guerra Mundial: els productors van introduir mètodes de premsatge en calent (160-200 °C) per produir 50 50% més d'oli amb la mateixa quantitat de matèria primera. L'extracció amb hexà, un dissolvent orgànic semblant al benzè, difícil d'eliminar, també permet produir gairebé el doble d'oli.
L'inconvenient principal d'aquests mètodes, en comparació amb el mètode de premsat en fred, és que la qualitat de l'oli ja no és òptima: aquests compostos transformen algunes de les molècules cis en molècules trans (la molècula trans no s'integra en les nostres cadenes metabòliques).
Aquests àcids grassos trans] han estat objecte d'estudis que han mostrat la seva nocivitat a baixes dosis, la qual cosa ha portat a diversos països o municipis a prendre mesures de recomanacions (Canadà, Estats Units, per exemple), restricció (Dinamarca el 2003, a limitar-ne la proporció a 2 g per 100 grams d'oli o de greix) o de prohibició (Nova York el 2006), o a campanyes de publicitat (Països Baixos, on el contingut de AGT de la margarina va passar d'un màxim del 50% en la dècada de 1980 fins a un 2% en l'actualitat.

## Publicacions
- Soyez bien dans votre assiette jusqu'à 80 ans et plus, Tchou, 1980, ISBN 2710701588.
- La sclérose en plaques est guérissable, Éditions Delachaux et Niestlé, 1983, ISBN 2603005022.
- Sauvez votre corps, Éditions Robert Laffont, 1987, ISBN 2290336327.